# Frans Godard van Lynden van Hemmen (1836-1931)
Frans Godard baron van Lynden, heer van Hemmen (Kasteel Hemmen (Gelderland), 16 november 1836 - aldaar, 22 april 1931), was een Nederlands politicus.
Van Lynden van Hemmen was lid van de familie van Lynden uit de Over-Betuwe, die anderhalf jaar conservatief Eerste Kamerlid was. Hij was een negentiende-eeuwse landheer, die in zijn woonplaats Hemmen grondbezitter en burgemeester was. Bij zijn begrafenis was bijna de gehele dorpsbevolking aanwezig. Zijn vader en grootvader zaten eveneens in het parlement. Met hem stierf in 1931 zijn tak van het geslacht Van Lynden uit, die sinds 1375 heer/vrouwe van Hemmen was geweest. Zijn goederen gingen bij testament over naar Het Lijndensche Fonds voor Kerk en Zending, die sindsdien de heerlijkheid Hemmen beheert.
Hij trouwde in 1871 Maria Leopoldina barones van Hogendorp (1846-1922), lid van het geslacht Van Hogendorp en dochter van Frederik van Hogendorp; uit dit huwelijk werden geen kinderen geboren.

## Trivia
- Arriva rijdt in de Achterhoek met treinstel 10258, dat de naam 'Frans Godard van Lynden van Hemmen' draagt.

- Biografisch Portaal: 48323971
- Parlement.com: vg09ll32f3xc